# Jan Polack

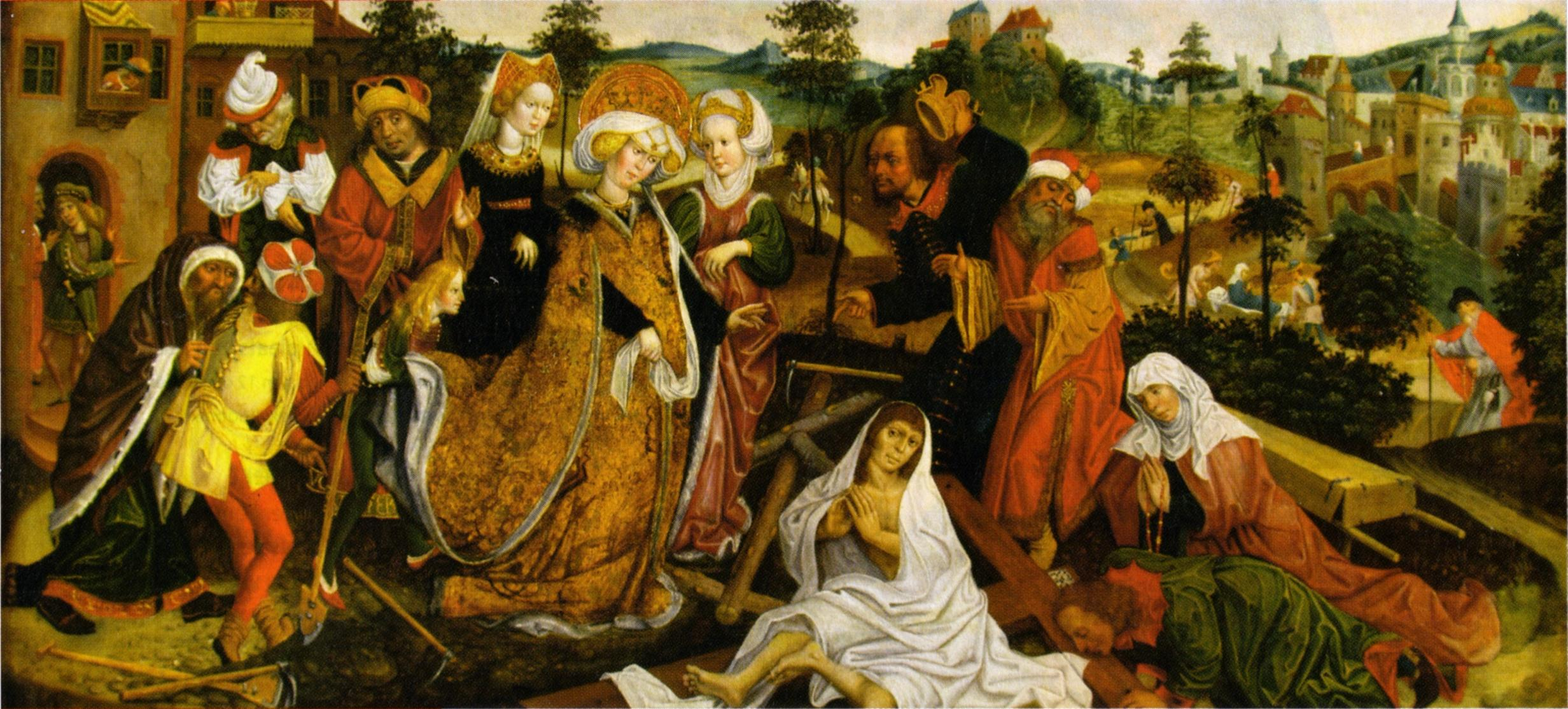
El reconeixement de la Veracreu (la llegenda de Santa Elena) (pintura sobre taula, 1486). Actualment es troba a la col·lecció del Huis Bergh

Jan Polack (llatí: Ioannes Polonus) (entre 1435 i 1450 – 1519) va ser un pintor alemany del segle xv, tot i que de possible ascendència polonesa, que va ser actiu a Baviera. Destaca pels seus retrats i les seves obres religioses.

## Biografia
Pel seu nom hom ha suposat que podria haver nascut i/o treballat a Cracòvia. Des de mitjans de la dècada de 1470 va viure i treballar a Múnic, havent estat anteriorment a Francònia. Podria haver participat en el festival de 1475 del casament de Landshut entre Hedwig Jagelló (duquessa de Baviera) i Jordi de Wittelsbach. El 1480 va obrir el seu propi taller a Múnic, on va romandre fins a la seva mort.
A partir de 1482 figura en els registres fiscals de Múnic, i també com a líder del gremi pintor local. Va ser influït per Michael Wolgemut, Veit Stoss, el mestre de la Passió de Tegernsee i Hans Pleydenwurff, així com per l'escultor bavarès Erasmus Grasser.
Moltes obres seves s'han perdut. L'obra que s'ha considerat més important és el Retaule de l'Abadia de Weihenstephan (1483 – 1485), actualment a la col·lecció de l'Alte Pinakothek de Múnic. També hi ha obra seva a la Catedral de Nostra Senyora de Múnic.

## Galeria

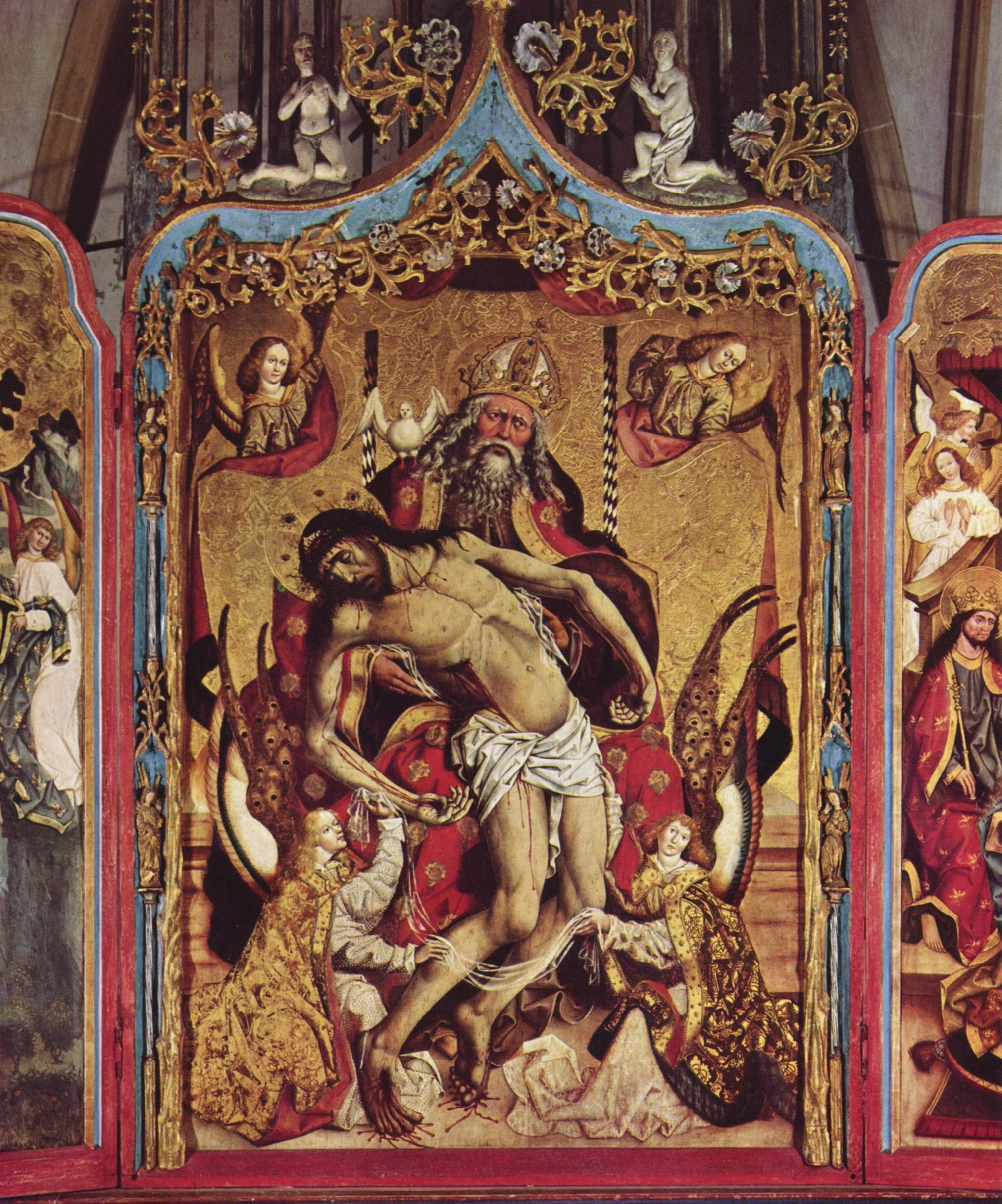
1491
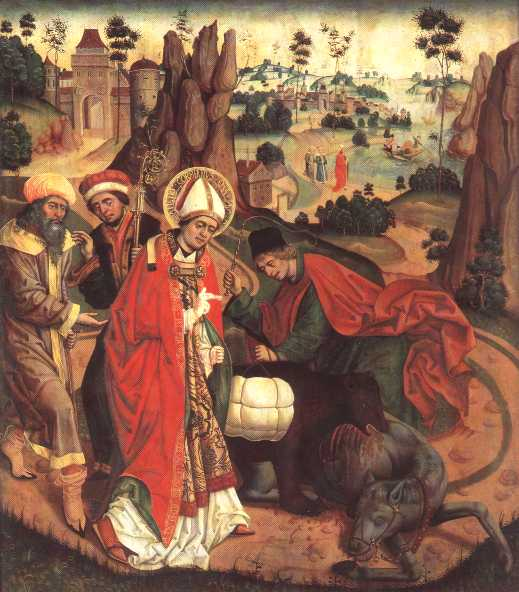
El miracle de l'os (1489)